# Eduard Toll
Eduard Gustav von Toll (ryska: Эдуард Васильевич Толль, Eduard Vasiljevitj Toll'), född 14 mars (gamla stilen: 2 mars) 1858 i Reval, död 1902, var en rysk (balttysk) friherre, geolog och polarfarare samt brorson till Robert von Toll.
Toll var från 1884 verksam vid ryska Vetenskapsakademins mineralogiska museum i Sankt Petersburg, från 1888 som konservator, och anställdes på 1890-talet i Rysslands geologiska undersökning.
Toll undersökte 1885-86 samt 1893 Nysibiriska öarna tillsammans med Alexander Bunge. År 1900 for Toll ut på en ny stor polarexpedition på fartyget "Zarja", avsedd dels för studiet av de asiatiska ishavsöarna, dels för Nordostpassagens förnyande. Den första vintern tillbringades i Tajmyrbukten, den andra vid Kotelnyjön. Han bröt upp därifrån i maj 1902 upp med tre följeslagare för att undersöka den dittills nästan okända Bennettön. Han skulle där under sommaren avhämtas av fartyget, som, om detta blev omöjligt, skulle avgå till Lenas mynning. Det blev nödvändigt att välja det senare alternativet och "Zarja" blev det första europeiska fartyg, som efter "Vega" nådde så långt österut.
Toll avhördes inte av på hösten, och då 1903 en undsättningsexpedition sändes till Bennettön, fann man där endast en kvarlämnad rapport, som meddelade, att han den 8 november inlett återmarschen, under vilken han och hans följeslagare torde ha omkommit, innan de nådde Nysibiriska öarna. Hans dagböcker Die russische Polarfahrt der "Sarja" 1900-1902 utgavs 1909.